# Danny Hunter
Danny Hunter (artistnamn), född i Connecticut i september 1981, amerikansk porrskådespelare. Danny Hunter har utmärkt sig för sin förmåga att utöva autofellatio. Danny Hunter är knuten till Lucas Entertainment.